# Jan Malmsjö

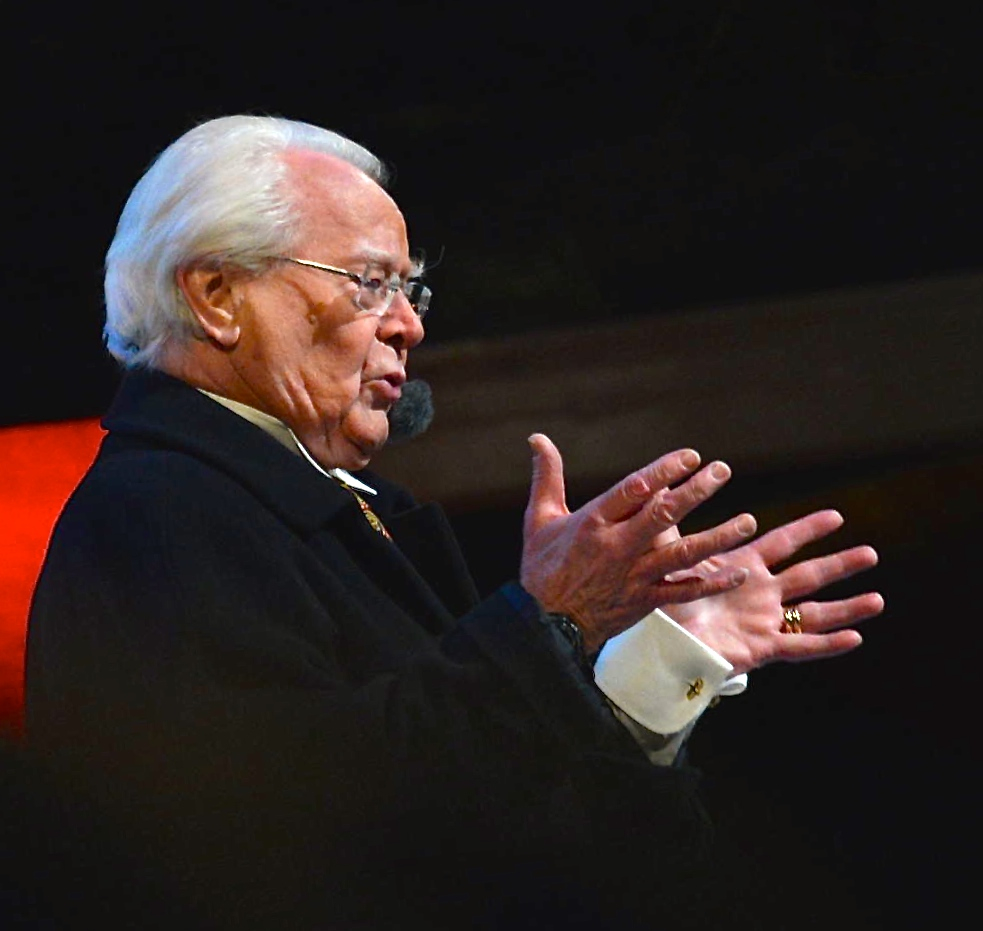
I tolv år läste Jan Malmsjö Tennysons Nyårsklockan på Skansen i Stockholm i direktsändning i SVT. Här läser han den för sista gången den 31 december 2013.

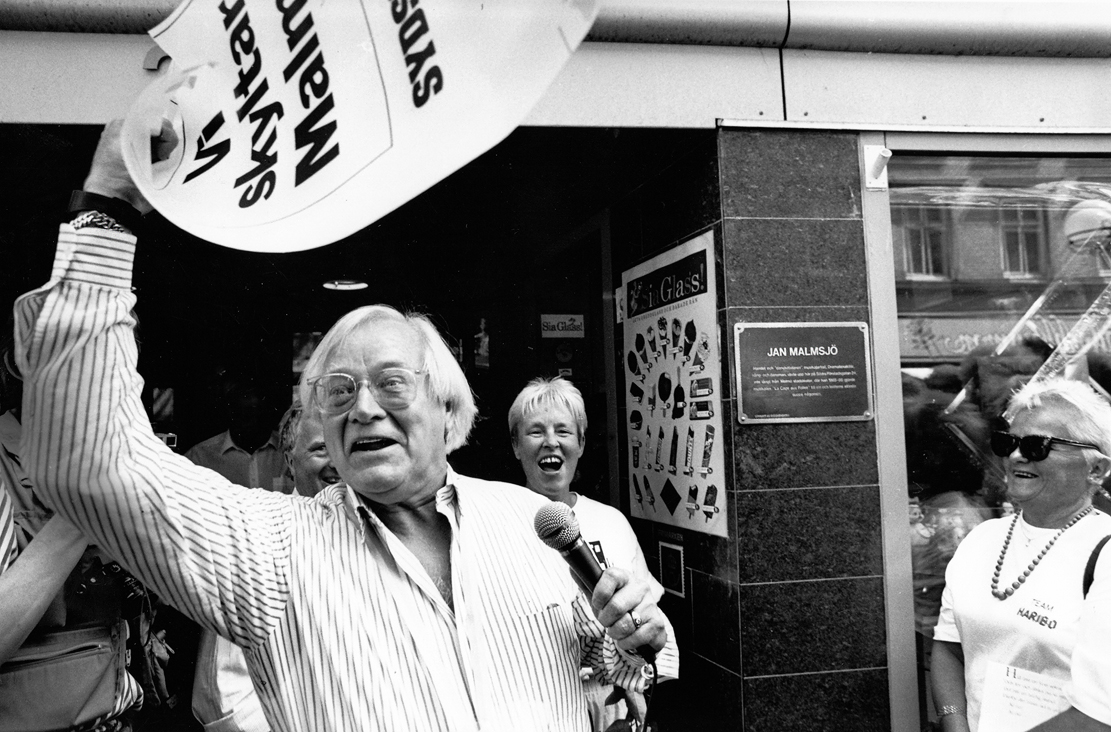
Sydsvenska Dagbladet satte under några år på 90-talet upp plaketter på kändisar med Malmöanknytning. I maj 1992 fick Jan Malmsjö sin uppsatt på en fastighet på Södra Förstadsgatan, där han bodde några år under 40-talet.

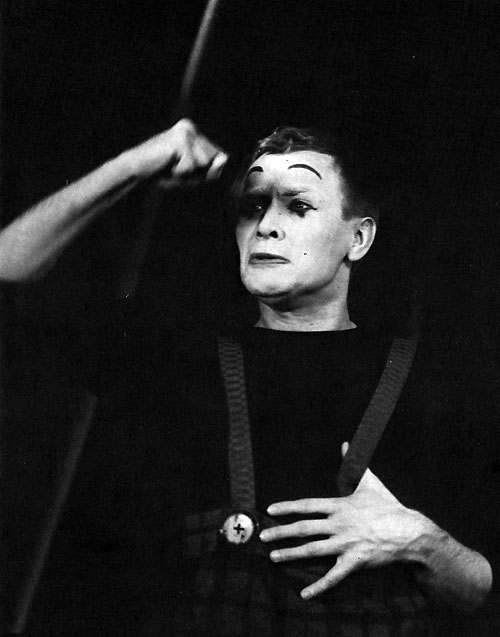
Jan Malmsjö som Lilleman i Stoppa världen - jag vill stiga av på Scalateatern 1963.

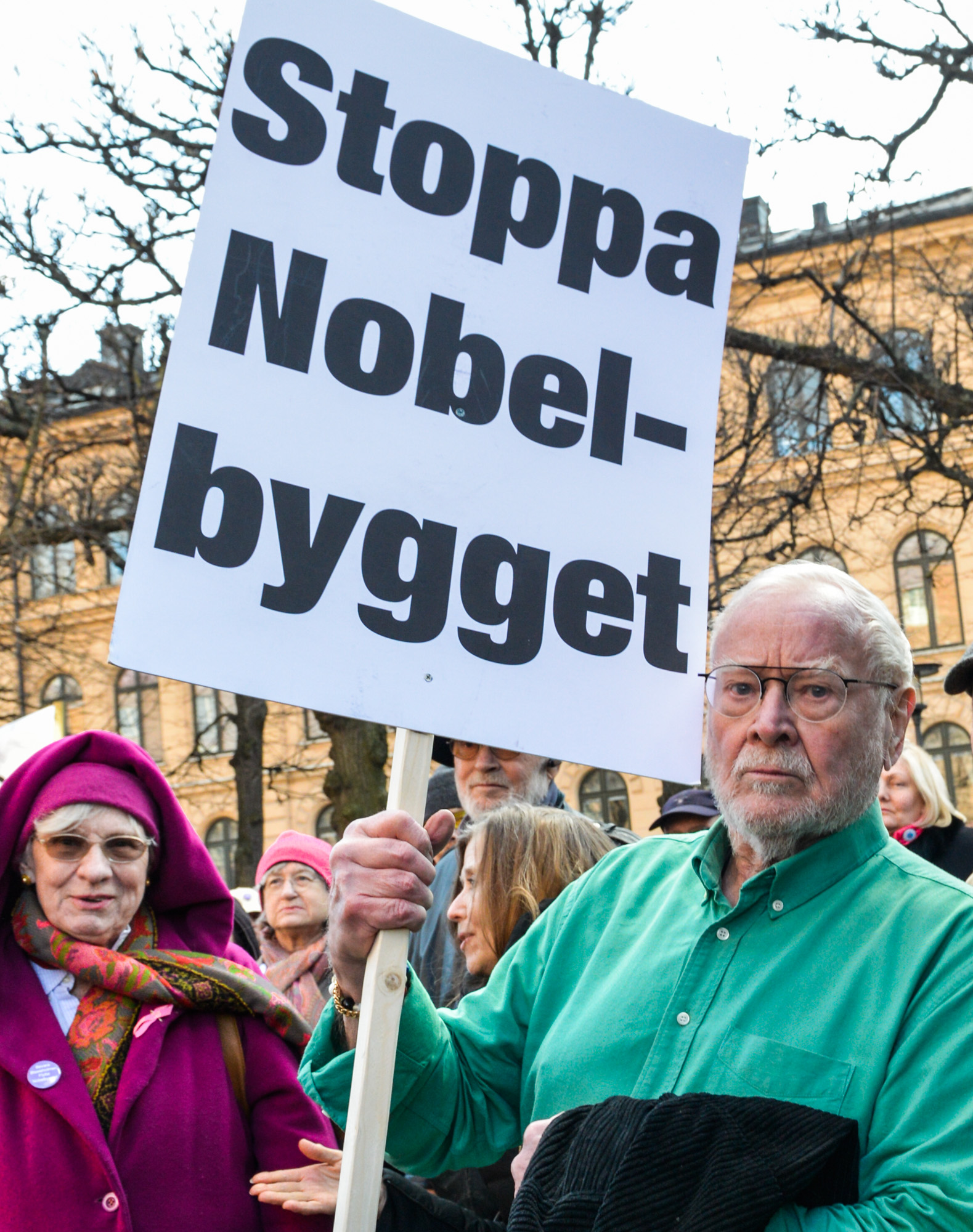
Jan Malmsjö i protestmöte utanför Stockholms stadshus den 25 april 2016 mot planerna på ett Nobelcenter på Blasieholmen.

Jan Wilhelm Malmsjö, född 29 maj 1932 i Lunds stadsförsamling, Malmöhus län, är en svensk skådespelare, sångare och underhållare.
Malmsjö är en av Sveriges mest mångsidiga scenartister med en karriär som sträcker sig över åtta decennier, från debuten 1941 fram till 2020-talet. Han är känd för sitt breda register som omfattar drama, musikal, operett, krogshow och film. Bland hans mest berömda roller märks "Lilleman" i musikalen Stoppa världen – jag vill stiga av, den sadistiske biskopen Edvard Vergérus i Ingmar Bergmans Fanny och Alexander samt musikalroller i succéer som La Cage aux folles och My Fair Lady.
Han är även folkkär genom sina många skivinspelningar, bland annat hitlåten "En sång en gång för längesen", och sin tolvåriga tradition att recitera Alfred Tennysons dikt "Nyårsklockan" vid Skansen varje nyårsafton i SVT.

## Biografi
Jan Malmsjö föddes i Lund och bodde sina första år i Trelleborg men flyttade snart till Malmö, där han växte upp.
Han är son till frisörmästaren och varietéartisten Fritz Malmsjö (1909–1982) och varietéartisten Anny Olsson (1910–1962). Dessa utgjorde dans- och varietéparet Fritzi och var bland annat verksamma vid Hippodromteatern i Malmö, där sonen ofta tillbringade sin tid med egna teaterövningar bakom scen och debuterade på scen vid nio års ålder i operetten Franzie. Året efter spelade han där en något större roll i Kyska Susanna. Malmsjös barndom var i övrigt otrygg; han har talat om sin far som en "rakt igenom tillgjord" person som ofta gav honom stryk. Efter moderns död 1962 hade han ingen kontakt med fadern.
Malmsjö var också en stor tillgång på Malmö Barnteater i Folkets Park, där flera mycket begåvade barn och ungdomar fick sin början till en teaterkarriär. År 1944 gjorde han debut på den då nybyggda Malmö stadsteater.
År 1950 kom han in på Dramatens elevskola, i samma kull som bland andra Ulla Sjöblom, Öllegård Wellton, Olof Thunberg och Silvija Bardh. Efter att ha gått ut elevskolan var Malmsjö engagerad vid Göteborgs stadsteater 1953–1958, där han bland annat medverkade i kabarén Två åsnor och för första gången sjöng Snurra min jord, som genom åren sedan ofta förknippats med honom.
Sitt stora genombrott fick han genom rollen som Lilleman i musikalen Stoppa världen – jag vill stiga av på Scalateatern 1963. Sedan dess har han med stor mångsidighet framträtt i en lång rad musikaler, operetter, krogshower och underhållningsprogram, såväl som komedier och tunga dramatiska verk på scen, TV, radio och film. Den 27 november 2018 meddelades att Jan Malmsjö skulle delta i Melodifestivalen 2019 med bidraget Leva livet. Han tävlade i andra deltävlingen och kom på sjätte plats.

### Musikal och operett
Bland de många operetter och musikaler som Malmsjö medverkat i kan nämnas Cabaret (1970), Sommarnattens leende (1978) och Hör, dom spelar vår sång på Folkan. Han gjorde även rollen som dragshowartisten Albin i jättesuccén La Cage Aux Folles (1985–1986) och Tevje i Spelman på taket (1997). I Malmö spelade han senare också Danilo i Glada änkan (1992) på Galateatern och Professor Higgins i My Fair Lady (1995), Leopold i Vita hästen (1998) och Professor Callahan i Legally Blonde (2011) på Nöjesteatern. På Oscarsteatern (och i Göteborg) spelade han Billy Flynn i Chicago (1999). För rollen som den homosexuelle Toddy i Victor/Victoria (2003) på Oscarsteatern tilldelades han utmärkelsen Guldmasken.
Hösten 2008 återkom Malmsjö i My Fair Lady, nu som sopåkaren Alfred P Doolittle på Oscarsteatern. Våren 2010 framträdde han i rollen som Prins Orlofsky i operetten Läderlappen av Johann Strauss d.y. på Kungliga Operan.

### Sång och grammofon
Som sångare, grammofonartist och sångtextförfattare fick Malmsjö sitt definitiva genombrott 1967 med En sång en gång för längesen, en svensk version av countrysnyftaren Green, Green Grass of Home. Han kom på andra plats i Melodifestivalen 1969 med Hej clown. Andra kända Malmsjö-hits är bland annat Under alla broar, Bygga upp ett stort berg, Puff en pappersdrake, Halleluja, Vår bästa tid är nu (ur La Cage Aux Folles) och den ovan nämnda Snurra min jord. En del av hans skivinspelningar har bland annat legat på Svensktoppen.

### Dramatik
I olika omgångar har Malmsjö varit engagerad vid Dramaten sedan elevdebuten 1951. Till uppsättningarna hör Kaptenen i Strindbergs Dödsdansen 1993, Gubben Hummel i Strindbergs Spöksonaten 2000 och Pastor Manders i Ibsens Gengångare, här bör även nämnas titelrollen i Hamlet 1974. Malmsjös senaste roll på Dramaten var i Rosmersholm hösten 2014.
Efter att med sin hustru Marie Göranzon 1993–1994 ha spelat i Dödsdansen på Dramaten i regi av Lars Norén fortsatte makarna det utforskande samarbetet med Norén på Vasateatern i Stockholm. De båda spelade först huvudrollerna i Edward Albees äktenskapsdrama Vem är rädd för Virginia Woolf i regi av Norén och året därpå som skådespelande makar som spelar i Albees pjäs i Noréns egen pjäs Så enkel är kärleken i regi av Christian Tomner. De båda förstnämnda pjäserna har varit huvudsakliga inspirationskällor för Noréns eget dramatiska skrivande.

### TV och film

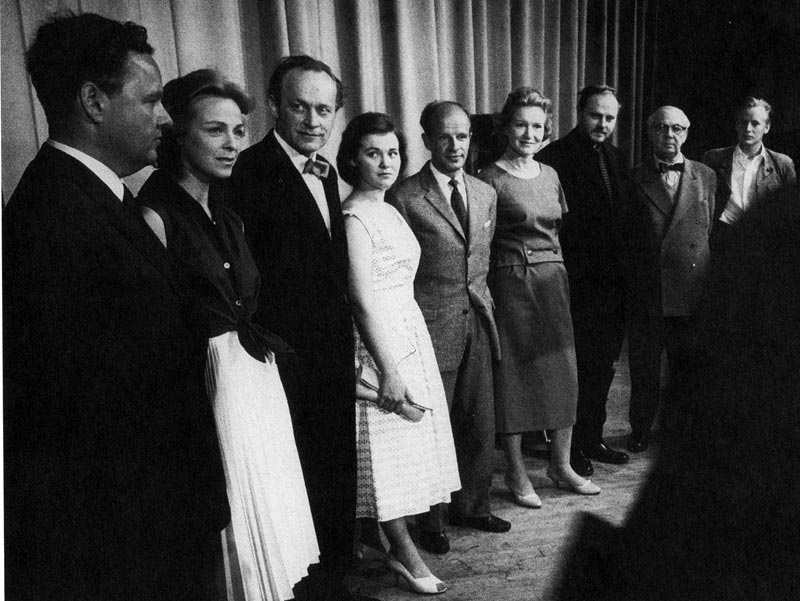
Malmsjö (längst till höger) tillsammans med TV-teaterensemblen säsongen 1958/1959.

Malmsjö tillhörde den första fasta TV-teater-ensemblen från 1958 och har allt sedan dess varit flitigt förekommande i TV, bland annat i underhållningsprogrammet Kaskad (1962) och de folkkära serierna NP Möller och Hedebyborna. Vintern 2008 sågs han i Stjärnorna på slottet.
Malmsjö filmdebuterade redan i Ebberöds bank (1946) och har därefter medverkat i långfilmer som bland annat Släpp fångarne loss – det är vår!, Jim och piraterna Blom och Drömkåken. Hans kanske mest minnesvärda roll på film gjorde han 1982, när han gestaltade den sadistiske Biskopen (Edvard Vergérus) i Ingmar Bergmans Fanny och Alexander. Redan tidigare hade han medverkat i en mindre roll i Bergmans TV-serie Scener ur ett äktenskap (1973).
Åren 2001–2013 fullgjorde Malmsjö varje nyårsafton hedersuppdraget att deklamera Tennysons Nyårsklockan på Skansen i Stockholm. 2006 uppmärksammades inringningen extra mycket i medierna, då Malmsjö själv hade justerat ett par ställen i översättningen av dikten för att uppmärksamma problemet med gatuvåld, något som han sedan behöll. Den 7 november 2014 meddelade Jan Malmsjö att han slutar läsa "Nyårsklockan", varvid han överlämnade uppdraget åt Loa Falkman.

### Familj
Jan Malmsjö var gift 1953–1964 med dansösen Lena Malmsjö och 1966–1968 med den amerikanska dansösen Barrie Chase. Sedan 1974 är han gift med skådespelerskan Marie Göranzon. Han är i första giftet far till skådespelaren Peter Malmsjö samt till tre döttrar, varav två är i livet, och till skådespelaren Jonas Malmsjö med tredje hustrun.

## Scenroller
| År      | Roll                                        | Pjäs                                                   | Upphovsman                                                  | Regi                         | Plats                                                     |
| ------- | ------------------------------------------- | ------------------------------------------------------ | ----------------------------------------------------------- | ---------------------------- | --------------------------------------------------------- |
| 2020    |                                             | Katt på hett plåttak                                   | Tennessee Williams                                          | Stefan Larsson               | Kulturhuset Stadsteatern/ Dramaten/ Maximteatern          |
| 2018    | Sig själv                                   | The Good Old Days                                      |                                                             |                              | Jonsereds herrgård i Partille                             |
| 2017    | Krapp                                       | Krapps sista band                                      | Samuel Beckett                                              | Karl Dunér                   | Dramaten i Stockholm                                      |
| 2016    | Rutger Wallentin (org: Sir Francis Chesney) | Charley's tant                                         | Brandon Thomas                                              | Anders Aldgård               | Intiman i Stockholm                                       |
| 2015    | Rutger Wallentin (org: Sir Francis Chesney) | Charley's tant                                         | Brandon Thomas                                              | Anders Aldgård               | Gunnebo slottsteater i Mölndal                            |
| 2014    | Ulrik Brendel                               | Rosmersholm                                            | Henrik Ibsen                                                | Stefan Larsson               | Dramaten i Stockholm                                      |
| 2013    | Madame Rosmonde                             | Farliga förbindelser                                   | Christopher Hampton                                         | Stefan Larsson               | Dramaten i Stockholm                                      |
| 2012-13 | Langdahl, Poliskomissarien                  | Fanny och Alexander                                    | Ingmar Bergman                                              | Stefan Larsson               | Dramaten i Stockholm                                      |
| 2011    | Professor Callahan                          | Legally Blonde                                         | Laurence O'Keefe, Nell Benjamin                             | Anders Albien                | Nöjesteatern i Malmö                                      |
| 2010-11 | Beverly Weston                              | En familj - August: Osage County                       | Tracy Letts                                                 | Stefan Larsson               | Dramaten i Stockholm                                      |
| 2010    | Prins Orlofsky                              | Läderlappen                                            | Johann Strauss d.y.                                         | Ann-Marie Pettersson         | Kungliga Operan i Stockholm                               |
| 2008–09 | Alfred P. Doolittle                         | My Fair Lady                                           | Frederick Loewe & Alan Jay Lerner, övers. Gösta Rybrant     | Tomas Alfredson              | Oscarsteatern i Stockholm                                 |
| 2007–08 | Doktor Dorn                                 | Måsen                                                  | Anton Tjechov                                               | Stefan Larsson               | Dramaten i Stockholm                                      |
| 2007    | Dodge                                       | Hem till gården                                        | Sam Shepard                                                 | Stefan Larsson               | Elverket, Dramaten i Stockholm                            |
| 2006    | John Gabriel Borkman                        | John Gabriel Borkman                                   | Henrik Ibsen                                                | Hilda Hellwig                | Dramaten i Stockholm                                      |
| 2005    | Leonard                                     | Midvinter                                              | Zinnie Harris                                               | Stefan Larsson               | Elverket, Dramaten i Stockholm                            |
| 2003–04 | Toddy                                       | Victor/Victoria                                        | Blake Edwards & Henri Mancini                               | Anders Aldgård               | Oscarsteatern i Stockholm och Nöjesteatern i Malmö        |
| 2002    | Charles                                     | Me and my girl                                         | Noel Gay                                                    | Gordon Marsh/Anders Aldgård. | Stora Teatern, Göteborg                                   |
| 2001    | pastor Manders                              | Gengångare                                             | Henrik Ibsen                                                | Ingmar Bergman               | Dramaten i Stockholm                                      |
| 2001    | Norman                                      | Påklädaren                                             | Ronald Harwood                                              | Thorsten Flinck              | Dramaten i Stockholm *                                    |
| 2000    | Hummel                                      | Spöksonaten                                            | August Strindberg                                           | Ingmar Bergman               | Dramaten i Stockholm                                      |
| 1999    | Billy Flynn                                 | Chicago                                                | John Kander & Fred Ebb                                      | Scott Farris                 | Eriksbergshallen i Göteborg och Oscarsteatern i Stockholm |
| 1999    | Rektor Blidberg                             | Markurells i Wadköping                                 | Hjalmar Bergman                                             | Peter Dalle                  | Dramaten                                                  |
| 1998    | Leopold                                     | Vita hästen                                            | Ralph Benatzky                                              | Gordon Marsh/Anders Aldgård. | Nöjesteatern i Malmö                                      |
| 1997    | Tewje                                       | Spelman på taket                                       | Joseph Stein                                                | Lars Rudolfsson              | Malmö musikteater                                         |
| 1997    | Robert                                      | Så enkel är kärleken                                   | Lars Norén                                                  | Christian Tomner             | Vasateatern i Stockholm                                   |
| 1996    | George                                      | Vem är rädd för Virginia Woolf?                        | Edward Albee                                                | Lars Norén                   | Vasateatern i Stockholm                                   |
| 1995    | Professor Higgins                           | My Fair Lady                                           | Alan Jay Lerner och Friedrick Loewe                         | Claes Sylwander              | Nöjesteatern i Malmö                                      |
| 1993–94 | Edgar                                       | Dödsdansen                                             | August Strindberg                                           | Lars Norén                   | Dramaten i Stockholm                                      |
| 1993    | Björn                                       | Press!                                                 | Ben Elton                                                   | Lars Amble                   | Vasateatern i Stockholm                                   |
| 1992    | Danilo Danilowitsch                         | Glada änkan                                            | Franz Lehár                                                 | Dagny Kronlund               | Galateatern i Malmö                                       |
| 1990    | Tito Merelli                                | Skaffa mig en tenor                                    | Ken Ludwig                                                  | Piv Bernth                   | Folkan i Stockholm                                        |
| 1989    | Prins Orlowsky, Frosch                      | Läderlappen                                            | Johann Strauss d.y.                                         | Leif Söderström              | Kristianstads teater                                      |
| 1988    | Ernst                                       | Stillheten                                             | Lars Norén                                                  | Christian Tomner             |                                                           |
| 1987    | I grevens tid (krogshow)                    |                                                        |                                                             |                              | Hamburger Börs                                            |
| 1985    | Albin                                       | La cage aux folles                                     | Harvey Fienstein och Jerry Herman                           |                              | Malmö Stadsteater                                         |
| 1984    | OT                                          | En sommardag                                           | Sławomir Mrożek                                             | Gunnel Lindblom              | Dramaten i Stockholm                                      |
| 1983    | Trigorin                                    | Måsen                                                  | Anton Tjechov                                               | Gunnel Lindblom              | Dramaten i Stockholm                                      |
| 1983    | Versjinin                                   | Tre systrar                                            | Anton Tjechov                                               | Otomar Krejca                | Stockholms stadsteater                                    |
| 1981    | Elis                                        | Påsk                                                   | August Strindberg                                           | Donya Feuer                  | Dramaten i Stockholm                                      |
| 1981    | Vernon                                      | Hör dom spelar vår sång                                | Neil Simon och Marvin Hamlisch                              | Lars Amble                   | Folkan i Stockholm                                        |
| 1980    | Maurice                                     | Brott och brott                                        | August Strindberg                                           | Per Verner-Carlsson          | Dramaten i Stockholm                                      |
| 1979    | Philip Markham                              | En man för mycket                                      | Ray Cooney                                                  | Klaus Pagh                   | Folkan i Stockholm                                        |
| 1978    |                                             | Emigranterna                                           | Sławomir Mrożek                                             | Gunnel Lindblom              | Dramaten i Stockholm                                      |
| 1978    | Fredrik Egerman                             | Sommarnattens leende                                   | Stephen Sondheim                                            | Stig Olin                    | Folkan i Stockholm                                        |
| 1977    | Nikolaj Starogin                            | Onda andar                                             | Fjodor Dostojevskij                                         | Ernst Günther                | Dramaten i Stockholm                                      |
| 1976    | Producenten                                 | Chez nous                                              | Per Olov Enquist och Anders Ehnmark                         | Lars Göran Carlson           | Dramaten                                                  |
| 1976    | Herr Y                                      | Paria och Den starkare                                 | August Strindberg                                           | Jan Malmsjö                  | Dramaten i Stockholm                                      |
| 1974–75 | Medverkande                                 | Hej på dej du gamla primadonna (Karl Gerhard-kavalkad) |                                                             | Per Gerhard                  | Vasateatern i Stockholm                                   |
| 1974    | Hamlet                                      | Hamlet                                                 | William Shakespeare                                         | Lars Göran Carlson           | Dramaten i Stockholm                                      |
| 1973    | Kapten von Schlettow                        | Kaptenen från Köpenick                                 | Carl Zuckmayer                                              | Frank Sundström              | Dramaten i Stockholm                                      |
| 1973    | Fursten                                     | Fursteslickaren                                        | Lars Norén                                                  | Donya Feuer                  | Dramaten i Stockholm                                      |
| 1972    | Hölderlin                                   | Hölderlin                                              | Peter Weiss                                                 | Lars Göran Carlson           | Dramaten i Stockholm                                      |
| 1972    | Ivan Ivanovitj Sjironkin                    | Mandatet                                               | Nikolaj Erdman                                              | Mimi Pollak                  | Dramaten i Stockholm                                      |
| 1972    | Molvik                                      | Vildanden                                              | Henrik Ibsen                                                | Ingmar Bergman               | Dramaten i Stockholm                                      |
| 1971    | Leon, moderns son                           | Modern                                                 | Stanisław Ignacy Witkiewicz                                 | Alf Sjöberg                  | Dramaten i Stockholm                                      |
| 1970    | konferencieren                              | Cabaret                                                | Fred Ebb och John Kander                                    | Stella Claire                | Malmö Stadsteater                                         |
| 1970    | Boni                                        | Csardasfurstinnan                                      | Emmerich Kálmán                                             | Isa Quensel                  | Oscarsteatern i Stockholm                                 |
| 1969    | Anders                                      | Pojken i sängen                                        | Vilgot Sjöman                                               | Vilgot Sjöman                | Scalateatern                                              |
| 1968    | Brindsley Miller                            | Black Comedy                                           | Peter Shaffer                                               | Hasse Ekman                  | Intiman                                                   |
| 1967    | Cocky                                       | Spela spelet                                           | Anthony Newley och Leslie Bricusse                          | Ivo Cramér                   | Oscarsteatern i Stockholm                                 |
| 1966    | Felix                                       | Omaka par                                              | Neil Simon                                                  | Stig Ossian Ericsson         | Intiman                                                   |
| 1964    | Mike Mitchell                               | Söndag i New York                                      | Norman Krasna                                               | Johan Bergenstråhle          | Scalateatern                                              |
| 1963    | Lilleman                                    | Stoppa världen - jag vill stiga av                     | Anthony Newley och Leslie Bricusse                          | Ivo Cramér                   | Scalateatern                                              |
| 1962    | Billy                                       | Gröna hissen                                           | Avery Hopwood med visor av Olle Adolphson och Beppe Wolgers | Leif Amble-Naess             | Scalateatern                                              |
| 1961    | Paul/William                                | Alltsedan Adam och Eva                                 | Erik Fiehn efter J.B. Priestley                             | Egon Larsson                 | Scalateatern                                              |
| 1960    | Roger Fleuriot                              | Min syster och jag                                     | Ralph Benatzky                                              | Egon Larsson                 | Scalateatern                                              |
| 1960    | Premiärministern                            | Kung för en natt                                       | Hans Lang                                                   | Eva Sköld                    | Scalateatern                                              |
| 1959    | Medverkande                                 | Tabaré                                                 |                                                             |                              | Restaurang Tegnér i Stockholm                             |
| 1958    | Medverkande                                 | Två åsnor                                              | Pär Rådström och Lars Forssell                              | Åke Falck                    | Göteborgs Stadsteater                                     |
| 1958    | Clov                                        | Slutspel                                               | Samuel Beckett                                              | Hans Dahlin                  | Göteborgs Stadsteater                                     |
| 1958    | Lexy Mill                                   | Candida                                                | George Bernard Shaw                                         | Keve Hjelm                   | Göteborgs Stadsteater                                     |
| 1957    | Fredrik                                     | Pelikanen                                              | August Strindberg                                           | Helge Wahlgren               | Göteborgs Stadsteater                                     |
| 1957    | Tom                                         | Trions bröllop                                         | Sigfrid Siwertz                                             | Knut Ström                   | Göteborgs Stadsteater                                     |
| 1957    | Helge                                       | Johan Ulfstjerna                                       | Tor Hedberg                                                 | Sandro Malmquist             | Göteborgs Stadsteater                                     |
| 1956    | Billy                                       | Gröna hissen                                           | Avery Hopwood                                               | Nanny Westerlund             | Kammarteatern i Stockholm                                 |
| 1955    | Furtunio                                    | Ljusstaken                                             | Alfred Mussett                                              |                              | Göteborgs Stadsteater                                     |
| 1955    | Kalle Stropp                                | Kalle Stropp, grodan Boll och deras vänner             | Thomas Funck                                                | Hasse Funck                  | Oscarsteatern i Stockholm                                 |
| 1954    | kalfaktorn                                  | Fadren                                                 | August Strindberg                                           |                              | Göteborgs Stadsteater                                     |
| 1954    | Clownen Beppo                               | Clownen Beppo                                          | Avery Hopwood                                               |                              | Göteborgs Stadsteater                                     |
| 1952    | hovman 1                                    | De vises sten                                          | Pär Lagerkvist                                              | Alf Sjöberg                  | Dramaten i Stockholm                                      |
| 1952    | Ramido Marinesco                            | Ramido Marinesco                                       | Carl Jonas Love Almqvist                                    | Olof Thunberg                | Dramaten i Stockholm                                      |
| 1952    | Johan                                       | Markurells i Wadköping                                 | Hjalmar Bergman                                             |                              | Folkparksturné                                            |
| 1951    | förste ligisten                             | Simon trollkarlen                                      | Tore Zetterholm                                             | Arne Ragneborn               | Dramaten i Stockholm                                      |
| 1948    |                                             | Vår lilla stad                                         | Thornton Wilder                                             |                              | Malmö Stadsteater                                         |
| 1945    |                                             | Vår ofödde son                                         | Vilhelm Moberg                                              |                              | Malmö Stadsteater                                         |
| 1944    |                                             | Niels Ebbesen                                          | Kaj Munk                                                    |                              | Malmö Stadsteater                                         |
| 1942    | piccolo                                     | Kyska Susanna                                          |                                                             |                              | Hippodromteaterni Malmö                                   |
| 1941    |                                             | Franzie                                                | Peter Kreuder                                               |                              | Hippodromteatern i Malmö                                  |

*Kom aldrig till premiär - en redovisningsföreställning gjordes

## Filmografi (i urval)
| År        | Titel                                         | Roll                  | Notering                   |
| --------- | --------------------------------------------- | --------------------- | -------------------------- |
| 2019      | A Music Story                                 |                       |                            |
| 2019      | Bröllop, begravning och dop                   |                       | TV-serie                   |
| 2019      | Melodifestivalen                              |                       | TV-serie                   |
| 2017      | Tillsammans med Strömstedts                   |                       | TV-serie                   |
| 2013      | Halvvägs till himlen                          |                       | TV-serie                   |
| 2013      | Tyskungen                                     |                       |                            |
| 2012      | Renskrubbat folk                              |                       |                            |
| 2007      | Beck – Den japanska shungamålningen           |                       |                            |
| 2007      | Stjärnorna på Slottet                         |                       | TV-serie                   |
| 2006      | Wellkåmm to Verona                            |                       |                            |
| 2004      | Härliga vintertid                             |                       | Röst                       |
| 2004      | Stenjäveln                                    |                       |                            |
| 2002      | Livet i 8 bitar                               |                       |                            |
| 1998      | Skönheten och Odjuret - Belles magiska värld  | Lumière               | Röst                       |
| 1998      | Den tatuerade änkan                           |                       | TV-film                    |
| 1997      | Skönheten och Odjuret - Den förtrollade julen | Lumière               | Röst                       |
| 1997      | Jag är din krigare                            |                       |                            |
| 1996      | Förmannen som försvann                        |                       | TV-serie med Svenne Rubins |
| 1995      | Petri tårar                                   |                       |                            |
| 1994      | Good Night Irene                              |                       |                            |
| 1993      | Den korsikanske biskopen                      |                       | TV-serie                   |
| 1993      | Drömkåken                                     |                       |                            |
| 1991      | Kopplingen                                    |                       | TV-serie                   |
| 1991      | Skönheten och odjuret                         | Lumière               | Röst                       |
| 1987      | Jim och piraterna Blom                        |                       |                            |
| 1986      | Fantasia                                      | Konferencier          | Röst i omdubb              |
| 1986      | Kulla-Gulla                                   |                       | TV-serie                   |
| 1983      | Mot härliga tider                             |                       |                            |
| 1982      | Fanny och Alexander                           |                       |                            |
| 1982      | Hedebyborna                                   |                       | TV-serie                   |
| 1980      | Marmeladupproret                              |                       |                            |
| 1979      | Skeppsredaren                                 |                       | TV-serie                   |
| 1977      | Fia i folkhemmet                              |                       |                            |
| 1977      | Väljarnas förtroende                          |                       |                            |
| 1977      | Conny och Tojan                               |                       | TV-serie                   |
| 1975      | Släpp fångarne loss – det är vår!             |                       |                            |
| 1974      | Nalle Puh och den skuttande tigern            |                       | Röst                       |
| 1973      | Scener ur ett äktenskap                       |                       | TV-serie, film 1974        |
| 1972–1974 | Bröderna Malm                                 |                       | TV-serie                   |
| 1972–1976 | N.P. Möller, fastighetsskötare                |                       | TV-serie                   |
| 1966      | En läcka i ridån                              |                       |                            |
| 1965      | Calle P                                       |                       |                            |
| 1963      | Kurragömma                                    |                       |                            |
| 1963      | Prins Hatt under jorden                       |                       |                            |
| 1962      | Vita frun                                     |                       |                            |
| 1961      | Svenska Floyd                                 |                       |                            |
| 1960      | Tärningen är kastad                           | Leif Hagman           |                            |
| 1959      | Törnrosa                                      | Prins Philip (dialog) | Röst i originaldubbning    |
| 1959      | Mälarpirater                                  |                       |                            |
| 1959      | Det var en annan historia                     |                       | TV-teater                  |
| 1955      | Lady och Lufsen                               | Lufsen                | Röst i originaldubb        |
| 1954      | Flicka med melodi                             |                       |                            |
| 1954      | Gud Fader och tattaren                        |                       |                            |
| 1953      | Marianne                                      |                       |                            |
| 1946      | Ebberöds bank                                 |                       |                            |

## Radioteater

### Roller
| År   | Roll                  | Produktion                         | Regi            |
| ---- | --------------------- | ---------------------------------- | --------------- |
| 1953 | Ivar                  | Midsommar August Strindberg        | Palle Brunius   |
| 1960 | Spiridon Nikolajevitj | Han som sålde sin fru David Tutaev | Staffan Aspelin |

## Diskografi
- 1965 10 Låtar
- 1969 Hej clown (singel)
- 1970 Två kamrater (singel)
- 1979 Jan Malmsjö
- 1984 En ros (singel)
- 1984 Just en sån sång (ur La Cage aux Folles)
- 1987 Låt mej få tända ett ljus
- 2001 Välkommen till min jul
- 2002 Andligt

## Priser och nomineringar
| År   | Uppsättning                     | Pris                          | Kategori                    | Resultat |
| ---- | ------------------------------- | ----------------------------- | --------------------------- | -------- |
| 1972 |                                 | Thaliapriset                  | Thaliapriset                | Vann     |
| 1986 | Litteris et Artibus             | Litteris et Artibus           | Vann                        |          |
| 1986 | Illis quorum i 12:e storleken   | Illis quorum i 12:e storleken | Vann                        |          |
| 1988 | O'Neill-stipendiet              | O'Neill-stipendiet            | Vann                        |          |
| 1997 | Vem är rädd för Virginia Woolf? | Guldmasken                    | Bästa manliga huvudroll     | Vann     |
| 1999 | Vita hästen                     | Guldmasken                    | Bästa manliga musikalartist | Vann     |
| 2004 | Victor/Victoria                 | Guldmasken                    | Bästa manliga musikalartist | Vann     |
| 2009 | My Fair Lady                    | Guldmasken                    | Bästa manliga biroll        | Vann     |
| 2012 |                                 | S:t Eriksmedaljen             | S:t Eriksmedaljen           | Vann     |